# Grande Prêmio da Hungria de 2020
Grande Prêmio da Hungria de 2020 (formalmente denominado Formula 1 Aramco Magyar Nagydij 2020) foi a terceira etapa do Campeonato Mundial de 2020 da Fórmula 1. Foi disputado em 19 de julho de 2020 no Hungaroring, Budapeste, Hungria. Esta etapa era prevista para ser a 13ª do Campeonato Mundial, contudo, por conta dos adiamentos e cancelamentos das etapas anteriores pela pandemia de COVID-19, em 2 de junho a FIA anunciou o início da temporada com a corrida austríaca na data originalmente planejada e o adiantamento da etapa húngara.

## Relatório

### Treino Classificatório
Q1
A classificação começou com os pilotos entrando logo na pista com medo da chuva. Dos pilotos de ponta, Verstappen foi o primeiro a marcar tempo, com 1m16s136, mas ele foi logo superado por Hamilton (1m15s581) e Bottas (1m15s484). Em seguida, a dupla da Racing Point também superou o holandês, com Stroll apenas 0s273 atrás de Bottas, e Pérez a 0s386. Leclerc fez o quinto tempo.
A 12 minutos do fim, Hamilton assumiu a liderança, com 1m15s420 e depois baixou mais ainda sua marca para 1m15s366. Com bons tempos garantidos em caso de chuva, os primeiros colocados voltaram para os boxes.
Nos minutos finais, a ação recomeçou, e George Russell fez uma ótima volta em 1m15s585 para assumir provisoriamente o terceiro lugar. Mas a Racing Point logo depois estabeleceu uma dobradinha nas primeiras posições, com Pérez marcando 1m14s681 e Stroll, 1m14s895. Albon chegou a correr risco de ficar fora do Q2 com a RBR, mas subiu para sétimo, depois caindo para 11º, enquanto Sainz e Norris ficaram em quarto e quinto, atrás de Hamilton.
Acabaram eliminados Daniil Kvyat, da AlphaTauri, os dois pilotos da Haas e os dois da Alfa Romeo. O campeão mundial de 2007 Kimi Raikkonen ficou com uma melancólica última colocação.
Eliminados: Kevin Magnussen (Haas), Daniil Kvyat (AlphaTauri), Romain Grosjean (Haas), Antonio Giovinazzi (Alfa Romeo) e Kimi Raikkonen (Alfa Romeo).
Q2
A segunda parte da classificação começou com Stroll fazendo o melhor tempo, com 1m15s296, e Pérez 0s098 atrás, ambos com os pneus médios médios, Com os macios, Lando Norris fez 1m15s203, 0s064 à frente do companheiro Sainz. Mas aí veio Hamilton, que, com pneus médios, quebrou o recorde da pista, com 1m14s261, 0s269 à frente de Bottas. Com macios, Vettel fez o terceiro tempo.
No finalzinho, Norris marcou 1m15s085 e subiu para terceiro, mas foi superado por Leclerc, com 1m15s006, e Verstappen, com 1m14s976. Também garantiram vaga no Q3 Sainz e Gasly. Já os pilotos da Racing Point não melhoraram o tempo com os pneus médios de propósito para largarem com os médios de suas melhores voltas no Q2.
A surpresa negativa foi a eliminação de Alexander Albon, em 13º. O tailandês ficou 0s7 atrás do companheiro Max Verstappen e acabou até mesmo atrás de George Russell com a Williams. Os dois pilotos da Renault, Daniel Ricciardo e Esteban Ocon, e Nicholas Latifi (Williams) também caíram.
Eliminados: Daniel Ricciardo (Renault), George Russell (Williams), lexander Albon (Red Bull Racing), Esteban Ocon (Renault) e Nicholas Latifi (Williams).
Q3
Stroll foi o primeiro a estabelecer uma marca razoavelmente competitiva, com 1m14s671, mas aí vieram os dois pilotos da Mercedes e detonaram o tempo do canadense: Hamilton, com 1m13s613, novo recorde da pista, e Bottas, com 1m13s924.
Na última tentativa, Hamilton melhorou ainda mais seu tempo, em 0s166, e garantiu a pole position. Bottas também melhorou, mas desta vez ficou atrás de seu companheiro, 0s107 atrás.

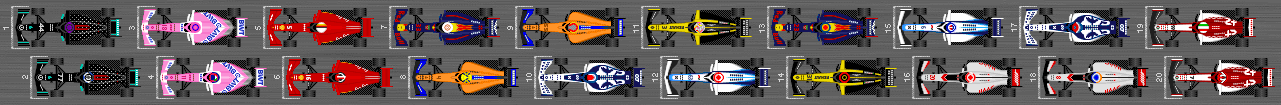
Grid de Largada

### Corrida
Pré-Largada
Antes mesmo da largada, Max Verstappen viveu um grande drama. Na volta de saída dos boxes, o holandês perdeu o controle do carro no asfalto úmido de Hungaroring, bateu na barreira de proteção e teve a asa dianteira danificada. Foram minutos de intenso trabalho, mas a Red Bull conseguiu deixar o RB16 de numeral #33 pronto para acelerar logo depois.
A volta de apresentação, com todos os pilotos usando pneus intermediários, teve um momento muito curioso: o ex-jogador de futebol Roberto Carlos apareceu no telão da Fórmula 1 com uma mensagem de incentivo aos pilotos. A caminho do grid, Romain Grosjean e Kevin Magnussen foram para os boxes para fazer a troca de pneus, colocando compostos de pista seca. Horas depois, no entanto, a direção de prova puniu a dupla em 10s por ter recebido ajuda externa — comunicação via rádio — antes da largada.
Corrida
Na largada, Lewis Hamilton teve uma partida tranquila e manteve a dianteira com tranquilidade. Quem surpreendeu foi Lance Stroll, que deixou Valtteri Bottas para trás e assumiu a segunda posição. O finlandês e Sergio Pérez, que largaram do mesmo lado, enfrentaram muitas dificuldades para tracionar seus respectivos carros, perdendo várias posições. Bottas despencou para sexto, logo à frente de ‘Checo’. Max Verstappen e Sebastian Vettel, em contrapartida, fizeram ótima largada.
A sensível melhora da pista fez com que as outras equipes seguissem o procedimento da Haas, chamando seus pilotos para trocar pneus intermediários para os de pista seca, provocando um movimento intenso no pit-lane.
Depois das paradas para troca de pneus, Hamilton manteve a dianteira, com Verstappen na segunda colocação. O acerto na estratégia levou a Haas a uma posição incomum com Magnussen em terceiro e Grosjean em quarto. Nicholas Latifi, que chegou a andar em décimo logo após a largada, se envolveu em incidente com a McLaren de Carlos Sainz no pit-lane e teve o pneu traseiro esquerdo furado.
A fase de Kimi Räikkönen é mesmo horrorosa. O ‘Homem de Gelo’ foi punido pela direção de prova em 5s por errar a posição no grid de largada. Já o outro finlandês do grid, Bottas, tentou ultrapassar a Ferrari de Charles Leclerc e ganhar a sexta posição na nona volta, mas passou por cima do trecho molhado antes da curva 2 e perdeu muito tempo.
Lá na frente, Hamilton liderava com vantagem de 8s para Verstappen após nove voltas completadas. Magnussen conseguiu se sustentar em terceiro, mas sofreu forte pressão da Racing Point de Stroll, que fazia ótima corrida. Em contrapartida, a McLaren tinha sua dupla muito para trás no pelotão: Carlos Sainz era o 12º, enquanto Lando Norris aparecia somente em 18º.
Com carro muito melhor que a concorrência, Bottas abriu passagem e deixou para trás Leclerc e Grosjean. Quem se deu mal foi Vettel, que caiu para nono depois de um erro na curva 9, sendo superado pela Red Bull de Alexander Albon. O anglo-tailandês partiu para o ataque contra a Ferrari de Leclerc.
Stroll levou muito tempo para conseguir ultrapassar a Haas de Magnussen, o que aconteceu somente na 16ª volta. O canadense subiu para terceiro, mas distante de Verstappen e Hamilton. Já Pierre Gasly, depois de ótima classificação, teve de abandonar ao sofrer, novamente, com problemas no motor Honda que empurra a AlphaTauri, o que foi a tônica da sua jornada ao longo do fim de semana.
Único piloto dentre os dez primeiros com pneus macios àquela época na pista, Leclerc não conseguiu resistir à melhor performance de Albon, que conquistou a sexta posição. Em seguida, foi a vez de Vettel deixar para trás o companheiro de equipe. Muito mais lento, o monegasco segurava um pelotão que tinha atrás Pérez, Daniel Ricciardo e Sainz.
Leclerc teve de ir para os boxes para fazer um novo pit-stop, trocando os pneus macios pelos duros. A estratégia da Ferrari com o piloto, de apostar tudo com a esperança que a chuva viesse logo, deu muito errado.
Em sétimo, Albon tinha sua jornada ameaçada na Hungria. Isso porque a Red Bull passou a ser investigada pelos comissários por ter secado de forma artificial o lugar do anglo-tailandês no grid de largada. Vettel aparecia em oitavo, atrás do piloto da Red Bull, e era seguido por Pérez, que não conseguia se aproximar do tetracampeão.
Albon subiu para sexto depois de ultrapassar Grosjean, mas tinha 22s de diferença para tirar em relação a Magnussen. Hamilton seguia soberano com seguidas voltas mais rápidas, enquanto Vettel caiu para 12º depois de a Ferrari chamá-lo para fazer uma nova troca de pneus. Com compostos duros, Seb tinha performance melhor, assim como Leclerc. Os dois travaram belas disputas com os pilotos da McLaren no pelotão intermediário: Vettel contra Sainz e Charles contra Norris.
Na metade da corrida, com 35 das 70 voltas completadas, Hamilton tinha uma vantagem muito considerável para Verstappen: 19s. Mas a chuva, que seguia rondando o circuito magiar, dava sinais de que finalmente poderia dar o ar da graça minutos depois. Stroll era o terceiro, mas foi ultrapassado por Bottas após as paradas para troca de pneus.
Enquanto a Mercedes escolheu pneus médios para Bottas e Hamilton, a Red Bull adotou uma estratégia diferente com compostos duros para Verstappen na fase final da corrida. Lá no fim do grid, Latifi tinha outro problema na prova ao rodar na curva 5 quando já era o último dentre os pilotos na pista.
Com 20 voltas para a bandeirada, Hamilton comandava com autoridade a disputa, com Verstappen em segundo e Bottas logo atrás. Stroll aparecia em quarto, seguido por Vettel, Albon, Pérez, Ricciardo, Magnussen e Leclerc em décimo.
Bottas tentou repetir a estratégia que ajudou Hamilton a superar Verstappen no fim do GP da Hungria do ano passado, foi para os boxes da Mercedes e calçou pneus duros novos para tentar forçar o ritmo e superar o holandês para terminar a corrida em segundo. O finlandês voltou à pista a 21s do adversário.
Tamanha era a força de Hamilton que não houve a menor dificuldade para dar uma volta em Vettel e Albon, que estavam em quinto e sexto. O que mostra, novamente, a enorme diferença na ordem de forças entre as equipes.
As voltas finais reservaram um grande duelo entre os dois futuros companheiros de equipe. Em uma disputa roda a roda, Sainz passou Leclerc e colocou a McLaren #55 na décima colocação. Bottas, por sua vez, conseguiu reduzir bem a diferença para Verstappen.
Com três giros para o fim da corrida, enquanto Albon passava Vettel, a Mercedes chamou Hamilton para os boxes para trocar os pneus médios pelos macios para tentar o ponto extra pela volta mais rápida. A estratégia deu certo, e Lewis marcou 1min17s497. No giro seguinte, coroou um domingo espetacular com outra volta rápida: 1min16s627. Bottas bem que tentou completar a dobradinha da Mercedes, mas não conseguiu superar Verstappen, que terminou em segundo, logo à frente do finlandês. Pole-position, vitória de ponta a ponta e volta mais rápida: Hamilton beirou a perfeição no GP da Hungria.

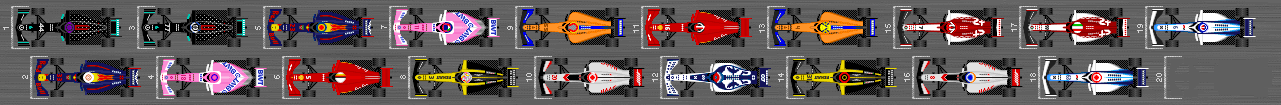
Posições de chegada da corrida

## Pneus
| Nome do composto | Cor | Banda de rolamento | Condições de Tempo | Dry Type                           | Aderência       | Longevidade   |
| ---------------- | --- | ------------------ | ------------------ | ---------------------------------- | --------------- | ------------- |
| Macio (C4)       |     | Slick (P Zero)     | Seco               | Soft                               | Mais aderência  | Menos durável |
| Médio (C3)       |     | Slick (P Zero)     | Seco               | Medium                             | Médio           | Médio         |
| Duro (C2)        |     | Slick (P Zero)     | Seco               | Hard                               | Menos aderência | Mais durável  |
| Intermediário    |     | Sulcos (Cinturato) | Molhado            | Intermediate (água não estagnante) | —               | —             |
| Chuva            |     | Sulcos (Cinturato) | Molhado            | Wet (água estagnante)              | —               | —             |

| Escolhas de Pneus de cada piloto para o GP da Hungria: | Escolhas de Pneus de cada piloto para o GP da Hungria: | Escolhas de Pneus de cada piloto para o GP da Hungria: | Escolhas de Pneus de cada piloto para o GP da Hungria: | Escolhas de Pneus de cada piloto para o GP da Hungria: | Escolhas de Pneus de cada piloto para o GP da Hungria: |
| ------------------------------------------------------ | ------------------------------------------------------ | ------------------------------------------------------ | ------------------------------------------------------ | ------------------------------------------------------ | ------------------------------------------------------ |
| Nº                                                     | Pilotos                                                | Equipe(s)                                              | Duro                                                   | Médio                                                  | Macio                                                  |
| 44                                                     | Lewis Hamilton                                         | Mercedes                                               |                                                        |                                                        |                                                        |
| 77                                                     | Valtteri Bottas                                        | Mercedes                                               |                                                        |                                                        |                                                        |
| 5                                                      | Sebastian Vettel                                       | Ferrari                                                |                                                        |                                                        |                                                        |
| 16                                                     | Charles Leclerc                                        | Ferrari                                                |                                                        |                                                        |                                                        |
| 23                                                     | Alexander Albon                                        | Red Bull-Honda                                         |                                                        |                                                        |                                                        |
| 33                                                     | Max Verstappen                                         | Red Bull-Honda                                         |                                                        |                                                        |                                                        |
| 3                                                      | Daniel Ricciardo                                       | Renault                                                |                                                        |                                                        |                                                        |
| 31                                                     | Esteban Ocon                                           | Renault                                                |                                                        |                                                        |                                                        |
| 8                                                      | Romain Grosjean                                        | Haas-Ferrari                                           |                                                        |                                                        |                                                        |
| 20                                                     | Kevin Magnussen                                        | Haas-Ferrari                                           |                                                        |                                                        |                                                        |
| 55                                                     | Carlos Sainz Jr.                                       | McLaren-Renault                                        |                                                        |                                                        |                                                        |
| 4                                                      | Lando Norris                                           | McLaren-Renault                                        |                                                        |                                                        |                                                        |
| 11                                                     | Sergio Pérez                                           | Racing Point-Mercedes                                  |                                                        |                                                        |                                                        |
| 18                                                     | Lance Stroll                                           | Racing Point-Mercedes                                  |                                                        |                                                        |                                                        |
| 7                                                      | Kimi Raikkonen                                         | Alfa Romeo Racing-Ferrari                              |                                                        |                                                        |                                                        |
| 99                                                     | Antonio Giovinazzi                                     | Alfa Romeo Racing-Ferrari                              |                                                        |                                                        |                                                        |
| 10                                                     | Pierre Gasly                                           | AlphaTauri-Honda                                       |                                                        |                                                        |                                                        |
| 26                                                     | Daniil Kvyat                                           | AlphaTauri-Honda                                       |                                                        |                                                        |                                                        |
| 6                                                      | Nicholas Latifi                                        | Williams-Mercedes                                      |                                                        |                                                        |                                                        |
| 63                                                     | George Russell                                         | Williams-Mercedes                                      |                                                        |                                                        |                                                        |

## Resultados

### Treino Classificatório
| 1                        | 44 | Lewis Hamilton     | Mercedes                  | 1:14.907 | 1:14.261 | 1:13.447 |  |
| 2                        | 77 | Valtteri Bottas    | Mercedes                  | 1:15.474 | 1:14.530 | 1:13.554 |  |
| 3                        | 18 | Lance Stroll       | Racing Point-BWT Mercedes | 1:14.895 | 1:15.176 | 1:14.377 |  |
| 4                        | 11 | Sergio Pérez       | Racing Point-BWT Mercedes | 1:14.681 | 1:15.394 | 1:14.545 |  |
| 5                        | 5  | Sebastian Vettel   | Ferrari                   | 1:15.455 | 1:15.131 | 1:14.774 |  |
| 6                        | 16 | Charles Leclerc    | Ferrari                   | 1:15.793 | 1:15.006 | 1:14.817 |  |
| 7                        | 33 | Max Verstappen     | Red Bull-Honda            | 1:15.495 | 1:14.976 | 1:14.849 |  |
| 8                        | 4  | Lando Norris       | McLaren-Renault           | 1:15.444 | 1:15.085 | 1:14.966 |  |
| 9                        | 55 | Carlos Sainz Jr.   | McLaren-Renault           | 1:15.281 | 1:15.267 | 1:15.027 |  |
| 10                       | 10 | Pierre Gasly       | AlphaTauri-Honda          | 1:15.767 | 1:15.508 | S/Tempo  |  |
| 11                       | 3  | Daniel Ricciardo   | Renault                   | 1:15.848 | 1:15.661 | —        |  |
| 12                       | 63 | George Russell     | Williams-Mercedes         | 1:15.585 | 1:15.698 | —        |  |
| 13                       | 23 | Alexander Albon    | Red Bull Racing-Honda     | 1:15.722 | 1:15.715 | —        |  |
| 14                       | 31 | Esteban Ocon       | Renault                   | 1:15.719 | 1:15.742 | —        |  |
| 15                       | 6  | Nicholas Latifi    | Williams-Mercedes         | 1:16.105 | 1:16.544 | —        |  |
| 16                       | 20 | Kevin Magnussen    | Haas-Ferrari              | 1:16.152 | —        | —        |  |
| 17                       | 26 | Daniil Kvyat       | AlphaTauri-Honda          | 1:16.204 | —        | —        |  |
| 18                       | 8  | Romain Grosjean    | Haas-Ferrari              | 1:16.407 | —        | —        |  |
| 19                       | 99 | Antonio Giovinazzi | Alfa Romeo-Ferrari        | 1:16.506 | —        | —        |  |
| 20                       | 7  | Kimi Räikkönen     | Alfa Romeo-Ferrari        | 1:16.614 | —        | —        |  |
| Tempo dos 107%: 1:19.908 |    |                    |                           |          |          |          |  |
| Fonte:                   |    |                    |                           |          |          |          |  |

Notas

### Corrida
| 1                                                                  | 44 | Lewis Hamilton     | Mercedes              | 70 | 1:36:12.473 | 1  | 25+1 |
| 2                                                                  | 33 | Max Verstappen     | Red Bull-Honda        | 70 | +8.702      | 7  | 18   |
| 3                                                                  | 77 | Valtteri Bottas    | Mercedes              | 70 | +9.452      | 2  | 15   |
| 4                                                                  | 18 | Lance Stroll       | Racing Point-Mercedes | 70 | +57.579     | 3  | 12   |
| 5                                                                  | 23 | Alexander Albon    | Red Bull-Honda        | 70 | +1:18.316   | 13 | 10   |
| 6                                                                  | 5  | Sebastian Vettel   | Ferrari               | 69 | +1 volta    | 5  | 8    |
| 7                                                                  | 11 | Sergio Pérez       | Racing Point-Mercedes | 69 | +1 volta    | 4  | 6    |
| 8                                                                  | 3  | Daniel Ricciardo   | Renault               | 69 | +1 volta    | 11 | 4    |
| 9                                                                  | 55 | Carlos Sainz Jr.   | McLaren-Renault       | 69 | +1 volta    | 9  | 2    |
| 10                                                                 | 20 | Kevin Magnussen    | Haas-Ferrari          | 69 | +1 volta[a] | 12 | 1    |
| 11                                                                 | 16 | Charles Leclerc    | Ferrari               | 69 | +1 volta    | 6  |      |
| 12                                                                 | 26 | Daniil Kvyat       | Alpha Tauri-Honda     | 69 | +1 volta    | 17 |      |
| 13                                                                 | 31 | Esteban Ocon       | Renault               | 69 | +1 volta    | 14 |      |
| 14                                                                 | 4  | Lando Norris       | McLaren-Renault       | 69 | +1 volta    | 8  |      |
| 15                                                                 | 7  | Kimi Räikkönen     | Alfa Romeo-Ferrari    | 69 | +1 volta    | 20 |      |
| 16                                                                 | 8  | Romain Grosjean    | Haas-Ferrari          | 69 | +1 volta[a] | 18 |      |
| 17                                                                 | 99 | Antonio Giovinazzi | Alfa Romeo-Ferrari    | 69 | +1 volta    | 19 |      |
| 18                                                                 | 63 | George Russell     | Williams-Mercedes     | 69 | +1 volta    | 12 |      |
| 19                                                                 | 6  | Nicholas Latifi    | Williams-Mercedes     | 65 | +5 voltas   | 15 |      |
| Ret                                                                | 10 | Pierre Gasly       | Alpha Tauri-Honda     | 16 | Câmbio      | 10 |      |
| Volta mais rápida: Lewis Hamilton (Mercedes) – 1:16.627 (volta 70) |    |                    |                       |    |             |    |      |
| Fonte:                                                             |    |                    |                       |    |             |    |      |

Notas
[a] ^  – Kevin Magnussen e Romain Grosjean (Haas-Ferrari) punidos com dez segundos após a corrida por interferência da equipe nos resultados de pista durante a volta de formação, para troca de pneus.

## Curiosidades
- Lewis Hamilton conquistou sua oitava vitória no circuito de Hungaroring e igualou o recorde de Michael Schumacher na Fórmula 1 de 8 vitórias no mesmo circuito. (Michael Schumacher fez isso em Magny-Cours, na França em 2006).

- 90º pole position de Lewis Hamilton.

- Pela primeira vez, a Racing Point coloca seus dois carros na segunda fila na Fórmula 1.

- Último ponto de Kevin Magnussen até o GP do Barém de 2022.

## Voltas na Liderança
| Nº de Voltas | Piloto         | Voltas    |
| ------------ | -------------- | --------- |
| 69           | Lewis Hamilton | 1-3; 5-70 |
| 1            | Max Verstappen | 4         |

## 2020DHLFastest Pit Stop Award

### Resultado
| 1      | 33 | Max Verstappen     | Red Bull-Honda            | 2.04 | 25 |
| 2      | 63 | George Russell     | Williams-Mercedes         | 2.07 | 18 |
| 3      | 6  | Nicholas Latifi    | Williams-Mercedes         | 2.21 | 15 |
| 4      | 77 | Valtteri Bottas    | Mercedes                  | 2.40 | 12 |
| 5      | 3  | Daniel Ricciardo   | Renault                   | 2.58 | 10 |
| 6      | 5  | Sebastian Vettel   | Ferrari                   | 2.68 | 8  |
| 7      | 31 | Esteban Ocon       | Renault                   | 2.69 | 6  |
| 8      | 7  | Kimi Räikkönen     | Alfa Romeo Racing-Ferrari | 2.73 | 4  |
| 9      | 99 | Antonio Giovinazzi | Alfa Romeo Racing-Ferrari | 2.74 | 2  |
| 10     | 11 | Sergio Pérez       | Racing Point-Mercedes     | 2.77 | 1  |
| Fonte: |    |                    |                           |      |    |

### Classificação
| Tabela do DHL Fastest Pit Stop Award \| Pos \| Construtor \| Pontos \| \| --- \| --------------------- \| ------ \| \| 1 \| Red Bull-Honda \| 93 \| \| 2 \| Williams-Mercedes \| 61 \| \| 3 \| Mercedes \| 58 \| \| 4 \| Renault \| 34 \| \| 5 \| Alfa Romeo-Ferrari \| 21 \| \| 6 \| Ferrari \| 18 \| \| 7 \| AlphaTauri-Honda \| 12 \| \| 8 \| Racing Point-Mercedes \| 5 \| \| 9 \| Haas-Ferrari \| 1 \| \| 10 \| McLaren-Renault \| 0 \| |                       |        |
| Pos | Construtor            | Pontos |
| 1 | Red Bull-Honda        | 93     |
| 2 | Williams-Mercedes     | 61     |
| 3 | Mercedes              | 58     |
| 4 | Renault               | 34     |
| 5 | Alfa Romeo-Ferrari    | 21     |
| 6 | Ferrari               | 18     |
| 7 | AlphaTauri-Honda      | 12     |
| 8 | Racing Point-Mercedes | 5      |
| 9 | Haas-Ferrari          | 1      |
| 10 | McLaren-Renault       | 0      |

## Tabela do campeonato após a corrida
Somente as cinco primeiras posições estão incluídas nas tabelas.
| Pos | Piloto          | Pontos | Var |
| --- | --------------- | ------ | --- |
| 1   | Lewis Hamilton  | 63     | 1   |
| 2   | Valtteri Bottas | 58     | 1   |
| 3   | Max Verstappen  | 33     | 3   |
| 4   | Lando Norris    | 26     | 1   |
| 5   | Alexander Albon | 16     | 1   |

| Pos | Construtor            | Pontos | Var     |
| --- | --------------------- | ------ | ------- |
| 1   | Mercedes              | 121    | Estável |
| 2   | Red Bull-Honda        | 55     | 1       |
| 3   | McLaren-Renault       | 40     | Estável |
| 4   | Racing Point-Mercedes | 40     | Estável |
| 5   | Ferrari               | 27     | Estável |